# Laeops nigrescens
Laeops nigrescens és un peix teleosti de la família dels bòtids i de l'ordre dels pleuronectiformes.

## Distribució geogràfica
Es troba a les costes del Golf d'Aden.